# 서재영 (1867년)
서재영(徐載榮, 1867년 10월 15일 ~ 1922년 2월 24일)은 대한제국 말기의 관료이다. 갑신정변 당시 군사 지도자인 서재필, 서재창의 사촌동생이다. 본관은 대구이다.
달성부원군 서종제의 7대손으로 고조부뻘 되는 친척은 정조 때의 의정부 영의정 서용보였다. 갑신정변 당시의 개화파 지도자 서광범은 13촌 아저씨뻘이 된다. 아버지는 서광교이고 서광효는 그의 백부였다.
갑신정변 당시 연좌되어 금고당했는데, 1897년 갑신정변 관련자들이 사면되면서 관직에 올랐다. 1897년 주사 판임관7등(判任官七等)으로 임용되고, 1902년 6품으로 승진하였으나 1905년 을사 보호 조약 이후 관직에서 물러났다. 1922년 2월 24일에 사망, 완주군 태산면 춘산리 가치동 산 언덕 임좌에 안장되었다.

## 가족 관계
- 할아버지 : 서상기
- 아버지 : 서광교(徐光敎, 1827년 2월 19일 ~ 1925년 6월 22일)
- 어머니 : 여흥민씨(1826년 ~ 1893년 12월 23일)
- 부인 : 경주김씨(1864년 ~ 1934년 8월 9일)
  - 아들 : 서종석(徐琮錫, 1887년 1월 24일 ~ ?)
  - 며느리 : 백천조씨(1885년 ~ ?)
  - 아들 : 서찬석, 출계
  - 아들 : 서해석(徐海錫, 1897년 12월 8일 ~ ?)
  - 며느리 : 문화류씨(1896년 ~ 1916년 3월 2일)
  - 며느리 : 경주김씨(1900년 ~ 1936년 3월 23일), 서해석의 두번째 부인
  - 며느리 : 평산신씨(1906년 ~ ?), 서해석의 세번째 부인

## 같이 보기
- 갑신정변
- 서재필
- 서광범
- 박영효
- 정성왕후
- 서재창